# 6-Stunden-Rennen von Spa-Francorchamps 2021

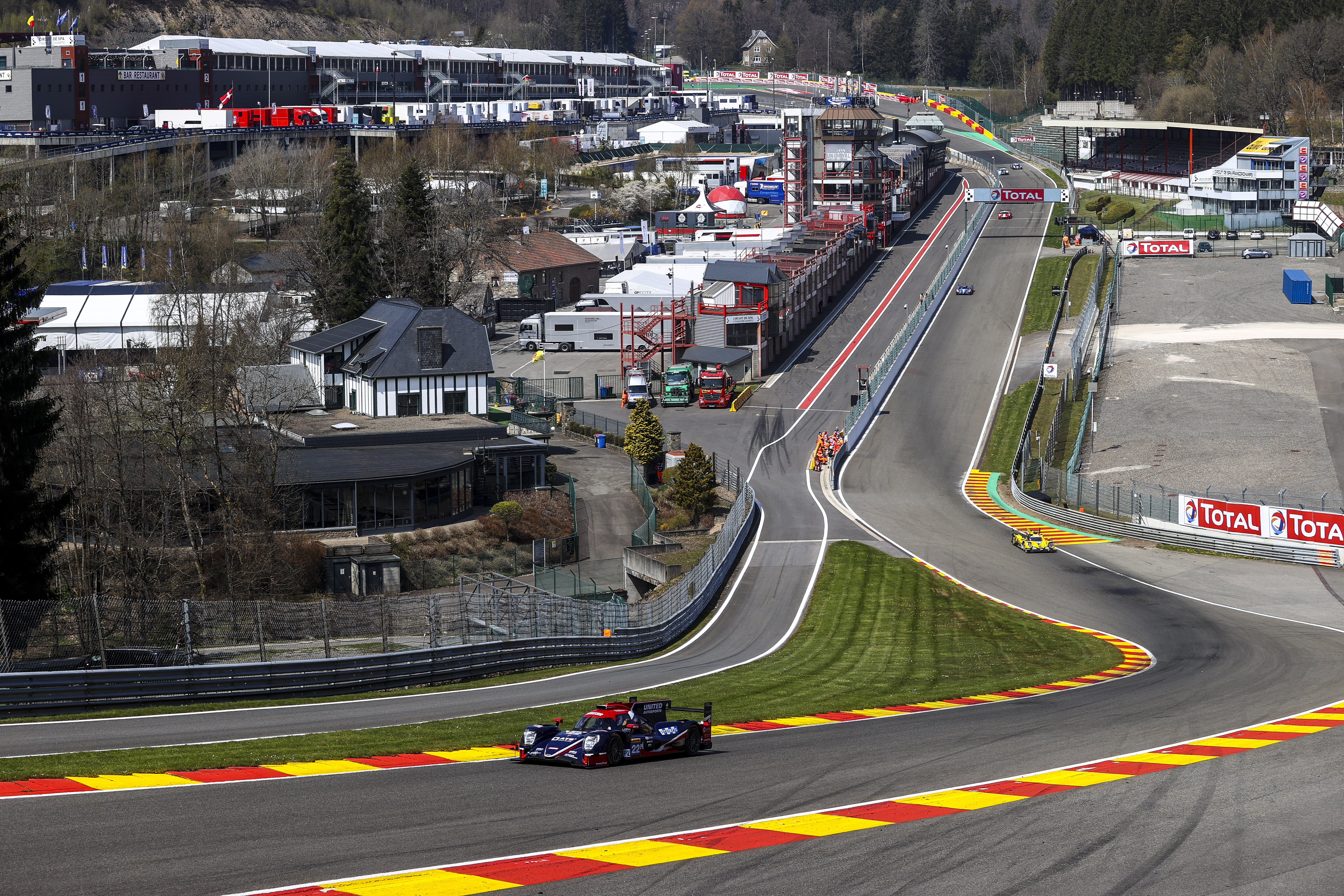
Der United-Autosport-Oreca 07 in der Eau Rouge

Streckenlayout des Circuit de Spa-Francorchamps

Das zehnte 6-Stunden-Rennen von Spa-Francorchamps, auch Total 6 Hours of Spa-Francorchamps, fand am 1. Mai 2021 auf dem Circuit de Spa-Francorchamps statt und war der erste Wertungslauf der FIA-Langstrecken-Weltmeisterschaft dieses Jahres.

## Das Rennen
Mit dem Weltmeisterschaftslauf auf der Rennbahn von Spa-Francorchamps begann die Ära der Le Mans Hypercars im Sportwagensport, die die bisherigen LMP1-Fahrzeuge ablösten. Erstes Hypercar war der Toyota GR010 Hybrid, das Nachfolgemodell es erfolgreichen Toyota TS050 Hybrid. Bereits im Training, wo die beiden Toyota-Hypercars nur unwesentlich schneller als die LMP2-Wagen waren, zeigte sich der vom Automobile Club de l’Ouest geforderte Rückgang bei den Rundenzeiten. 2018, als die später eingeführte Balance of Performance noch nicht gültig war, erzielte Kazuki Nakajima im Toyota TS050 eine Pole-Position-Zeit von 1:54,962 Minuten. 2021 fuhr Kamui Kobayashi im GR010 eine Zeit von 2:00,747 Minuten und war dabei fast sechs Sekunden langsamer als sein Teamkollege drei Jahre davor. Der schnellste LMP2-Wagen – Filipe Albuquerque im United-Autosport-Oreca 07 – war nur 1,6 Sekunden langsamer. 
Das Rennen gewannen Sébastien Buemi, Kazuki Nakajima und Brendon Hartley im Toyota mit der Nummer 8 mit einem Vorsprung von knapp einer Minute auf den umgerüsteten ehemaligen Rebellion R13 (lief im Rennen als Alpine A480) von André Negrão, Nicolas Lapierre und Matthieu Vaxivière. Der zweite Toyota kam nach Brems- und Elektronikproblemen an der dritten Stelle ins Ziel.
Sein letztes Autorennen bestritt der langjährige Chevrolet-Werksfahrer Oliver Gavin, für den Corvette Racing extra einen Chevrolet Corvette C8.R meldete. Gemeinsam mit Antonio García kam Gavin als 18. der Gesamtwertung ins Ziel.

## Ergebnisse

### Schlussklassement
| Pos.        | Klasse    | Nr. | Team                      | Fahrer                                                   | Fahrzeug                 | Runden |
| ----------- | --------- | --- | ------------------------- | -------------------------------------------------------- | ------------------------ | ------ |
| 1           | LMH       | 8   | Toyota Gazoo Racing       | Sébastien Buemi Kazuki Nakajima Brendon Hartley          | Toyota GR010 Hybrid      | 162    |
| 2           | LMH       | 36  | Alpine Elf Matmut         | André Negrão Nicolas Lapierre Matthieu Vaxivière         | Alpine A480              | 162    |
| 3           | LMH       | 7   | Toyota Gazoo Racing       | Mike Conway Kamui Kobayashi José María López             | Toyota GR010 Hybrid      | 161    |
| 4           | LMP2      | 22  | United Autosports USA     | Philip Hanson Fabio Scherer Filipe Albuquerque           | Oreca 07                 | 161    |
| 5           | LMP2      | 38  | Jota                      | Roberto González António Félix da Costa Anthony Davidson | Oreca 07                 | 160    |
| 6           | LMP2      | 28  | Jota                      | Sean Gelael Stoffel Vandoorne Tom Blomqvist              | Oreca 07                 | 160    |
| 7           | LMP2      | 29  | Racing Team Nederland     | Frits van Eerd Giedo van der Garde Job van Uitert        | Oreca 07                 | 159    |
| 8           | LMP2      | 34  | Inter Europol Competition | Jakub Śmiechowski Renger van der Zande Alex Brundle      | Oreca 07                 | 159    |
| 9           | LMP2      | 70  | Realteam Racing           | Esteban Garcia Loïc Duval Norman Nato                    | Oreca 07                 | 158    |
| 10          | LMP2      | 21  | Dragonspeed USA           | Henrik Hedman Juan Pablo Montoya Ben Hanley              | Oreca 07                 | 158    |
| 11          | LMP2      | 1   | Richard Mille Racing Team | Tatiana Calderón Sophia Flörsch Beitske Visser           | Oreca 07                 | 158    |
| 12          | LMP2      | 70  | High Class Racing         | Jan Magnussen Dennis Andersen Anders Fjordbach           | Oreca 07                 | 157    |
| 13          | LMP2      | 25  | G-Drive Racing            | John Falb Roberto Merhi Rui Andrade                      | Aurus 01                 | 157    |
| 14          | LMP2      | 24  | PR1 Motorsports Mathiasen | Patrick Kelly Gabriel Aubry Simon Trummer                | Oreca 07                 | 157    |
| 15          | LMGTE-Pro | 92  | Porsche GT Team           | Kévin Estre Neel Jani                                    | Porsche 911 RSR-19       | 153    |
| 16          | LMGTE-Pro | 51  | AF Corse                  | Alessandro Pier Guidi James Calado                       | Ferrari 488 GTE Evo      | 153    |
| 17          | LMGTE-Pro | 52  | AF Corse                  | Daniel Serra Miguel Molina                               | Ferrari 488 GTE Evo      | 153    |
| 18          | LMGTE-Pro | 63  | Corvette Racing           | Antonio García Oliver Gavin                              | Chevrolet Corvette C8.R  | 152    |
| 19          | LMGTE-Pro | 91  | Porsche GT Team           | Gianmaria Bruni Richard Lietz                            | Porsche 911 RSR-19       | 152    |
| 20          | LMGTE-Am  | 83  | AF Corse                  | François Perrodo Nicklas Nielsen Alessio Rovera          | Ferrari 488 GTE Evo      | 152    |
| 21          | LMGTE-Am  | 33  | TF Sport                  | Ben Keating Dylan Pereira Felipe Fraga                   | Aston Martin Vantage AMR | 152    |
| 22          | LMGTE-Am  | 47  | Cetilar Racing            | Roberto Lacorte Giorgio Sernagiotto Antonio Fuoco        | Ferrari 488 GTE Evo      | 151    |
| 23          | LMGTE-Am  | 54  | AF Corse                  | Thomas Flohr Francesco Castellacci Giancarlo Fisichella  | Ferrari 488 GTE Evo      | 151    |
| 24          | LMGTE-Am  | 88  | Dempsey-Proton Racing     | Andrew Haryanto Alessio Picariello Marco Seefried        | Porsche 911 RSR-19       | 151    |
| 25          | LMGTE-Am  | 98  | Aston Martin Racing       | Paul Dalla Lana Augusto Farfus Marcos Gomes              | Aston Martin Vantage AMR | 151    |
| 26          | LMGTE-Am  | 777 | D'station Racing          | Satoshi Hoshino Tomonobu Fujii Andrew Watson             | Aston Martin Vantage AMR | 150    |
| 27          | LMGTE-Am  | 85  | Iron Lynx                 | Rahel Frey Katherine Legge Manuela Gostner               | Ferrari 488 GTE Evo      | 150    |
| 28          | LMGTE-Am  | 60  | Iron Lynx                 | Claudio Schiavoni Andrea Piccini Raffaele Giammaria      | Ferrari 488 GTE Evo      | 149    |
| 29          | LMP2      | 31  | Team WRT                  | Robin Frijns Ferdinand Habsburg Charles Milesi           | Oreca 07                 | 127    |
| Ausgefallen |           |     |                           |                                                          |                          |        |
| 30          | LMGTE-Am  | 77  | Dempsey-Proton Racing     | Christian Ried Jaxon Evans Matt Campbell                 | Porsche 911 RSR-19       | 138    |
| 31          | LMP2      | 26  | G-Drive Racing            | Roman Rusinov Franco Colapinto Nyck de Vries             | Aurus 01                 | 125    |
| 32          | LMP2      | 44  | ARC Bratislava            | Miroslav Konôpka Tom Jackson Darren Burke                | Ligier JS P217           | 1      |
| 33          | LMGTE-Am  | 86  | GR Racing                 | Mike Wainwright Ben Barker Tom Gamble                    | Porsche 911 RSR-19       | 1      |

### Nur in der Meldeliste
Hier finden sich Teams, Fahrer und Fahrzeuge, die ursprünglich für das Rennen gemeldet waren, aber aus den unterschiedlichsten Gründen daran nicht teilnahmen.
| Pos. | Klasse   | Nr. | Team           | Fahrer                                       | Chassis            |
| ---- | -------- | --- | -------------- | -------------------------------------------- | ------------------ |
| 34   | LMGTE-Am | 56  | Team Project 1 | Egidio Perfetti Matteo Cairoli Riccardo Pera | Porsche 911 RSR-19 |

### Klassensieger
| Klasse    | Fahrer           | Fahrer          | Fahrer             | Fahrzeug            | Platzierung im Gesamtklassement |
| --------- | ---------------- | --------------- | ------------------ | ------------------- | ------------------------------- |
| LMH       | Sébastien Buemi  | Kazuki Nakajima | Brendon Hartley    | Toyota GR010 Hybrid | Gesamtsieg                      |
| LMP2      | Philip Hanson    | Fabio Scherer   | Filipe Albuquerque | Oreca 07            | Rang 4                          |
| LMGTE-Pro | Kévin Estre      | Neel Jani       |                    | Porsche 911 RSR-19  | Rang 15                         |
| LMGTE-AM  | François Perrodo | Nicklas Nielsen | Alessio Rovera     | Ferrari 488 GTE Evo | Rang 20                         |

### Renndaten
- Gemeldet: 34
- Gestartet: 33
- Gewertet: 29
- Rennklassen: 4
- Zuschauer: unbekannt
- Wetter am Rennwochenende: kühl und trocken
- Streckenlänge: 7,004 km
- Fahrzeit des Siegerteams: 6:00:17,733 Stunden
- Runden des Siegerteams: 162
- Distanz des Siegerteams: 1134,220 km
- Siegerschnitt: 188,900 km/h
- Pole Position: Kamui Kobayashi – Toyota GR010 Hybrid (#7) – 2:00,747 = 208,800 km/h
- Schnellste Rennrunde: Kazuki Nakajima – Toyota GR010 Hybrid (#8) – 2:03,930 = 203,500 km/h
- Rennserie: 1. Lauf zur FIA-Langstrecken-Weltmeisterschaft 2021